# Fuerza Aérea de Cuba
La Defensa Anti Aérea y Fuerza Aérea Revolucionaria (DAAFAR), también llamada Fuerza Aérea Revolucionaria (FAR) es la rama aérea de las Fuerza Armadas Revolucionarias de Cuba (FARC). Es el cuerpo aéreo encargado de la defensa aérea y la soberanía aérea de Cuba contra posibles infractores, ayudando en situaciones de combate, emergencias ambientales, operaciones humanitarias y otros tipos de misiones, que cumple el cuerpo aéreo de Cuba.
Fue creado en 1939 con el nombre de Fuerza Aérea del Ejército Constitucional de Cuba (FAECC) por el régimen de Fulgencio Batista, durante esta época, la FAECC contaba con una flota de más de 30 aeronaves, durante su momento de apogeo, llegó a operar más de 40 aviones de diferentes tipos. Luego del triunfo de la Revolución Cubana en 1959 sería disuelta por Fidel Castro y Eliel Posada fue renombrada como Defensa Aérea Revolucionaria (DAR) en ese mismo año. Siendo nuevamente renombrada después de la Crisis de los Misiles de 1962 con su nombre actual es Defensa Anti Aérea y Fuerza Aérea Revolucionaria (DAAFAR) hasta la actualidad.
La DAAFAR ha tenido muchos despliegues a lo largo de su historia, durante la Guerra Fría y las intervenciones cubanas en muchos lugares del mundo. Siendo mayormente en África (Angola y Etiopía en particular), donde la DAAFAR estuvo presente, enviado equipos y pilotos en ayuda de los regímenes aliados de la Unión Soviética, a menudo como asesores, y, también como combatientes. La DAAFAR ha participado durante en la Guerra del Ogadén, la guerra civil angoleña y la Guerra de la Frontera Sudafricana. Teniendo especial protagonismo durante la Batalla de Cuito Cuanavale donde lograron la superioridad aérea sobre la Fuerza Aérea Sudafricana.
En la actualidad, la DAAFAR se encuentra en un estado muy pobre, esto debido a la crisis económica producto del colapso de la URSS en 1991 y la extrema dependencia que tenía la isla con la Unión Soviética. En última instancia, la DAAFAR hoy cuenta con un inventario procedente de la Guerra Fría que en su mayoría se encuentra en tierra con pocos ejemplares operativos y con defensas aéreas en un estado desconocido.

## Historia

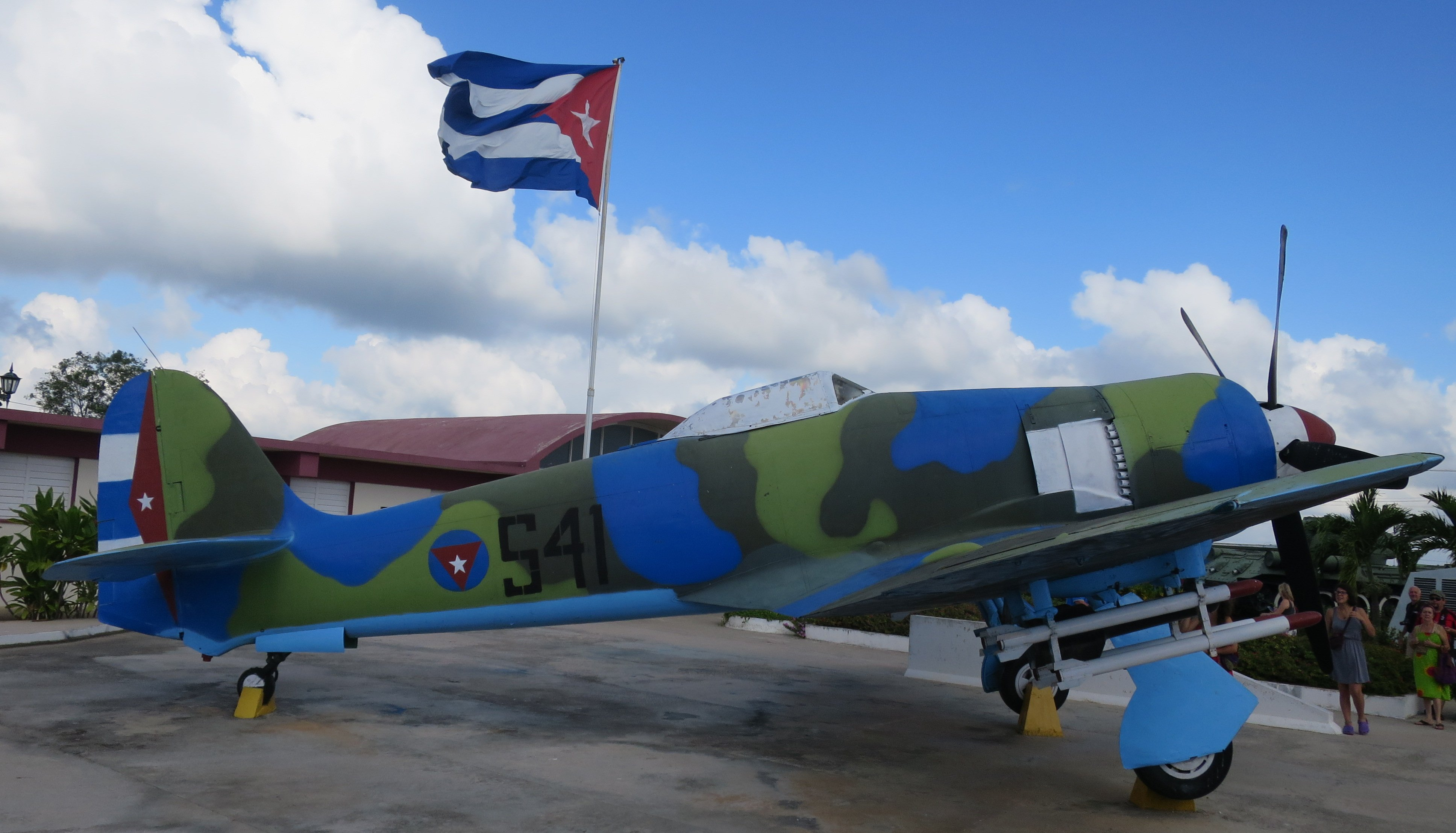
Un Hawker Sea Fury retirado.

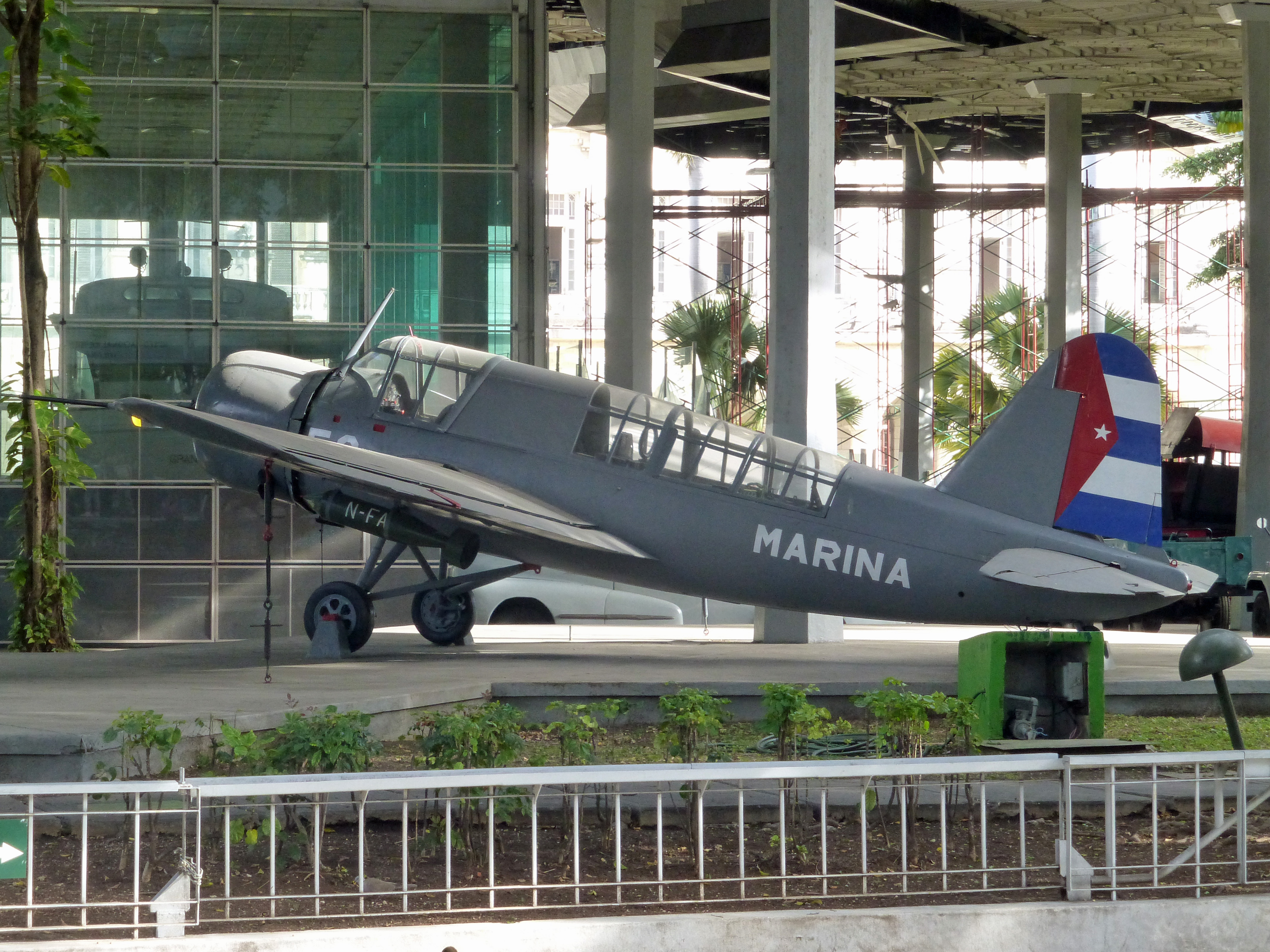
Un Vought OS2U-3 naval cubano retirado.

La fuerza aérea de Cuba contó en un principio con muy pocas aeronaves procedentes de compras a Estados Unidos por Fulgencio Batista.
El número fue reducido con los ataques a la DAAFAR, (defensa aérea de cuba) por aviones estadounidenses pilotados por exiliados cubanos entrenados por la CIA. Durante la invasión de bahía de Cochinos contaba con apenas 11 aviones y dos de ellos en mal estado. Entre dichos aviones estaba el Douglas A-26 Invader. La invasión fue liquidada en 72 h, gracias a los golpes aéreos de los aviones cubanos.
En realidad, el nombre DAAFAR significa Defensa Antiaérea de las Fuerzas Armadas revolucionarias, respondiendo al concepto soviético de tipo de Fuerza Armada basada en la Protivovozdushni Oboroni Straní (por sus siglas en ruso PBOC). Una suerte de Fuerza Armada para tiempos de paz, que en su conjunto aglutina cohetería antiaérea, aviación interceptora, radares, comunicaciones, retaguardia y otros muchos etc. Su función radica, debido a la extensión territorial, en la protección de las fronteras aéreas de la extinta URSS. Su doctrina insiste en que, una vez comenzadas las acciones combativas, en tiempo de guerra, la PBOC se retira a más de 400 km de la línea del frente.
Este tipo de Fuerza Armada fue seleccionada, por los soviéticos, para Cuba a raíz de la Crisis de Octubre. Prueba de que la aviación militar de las Fuerzas Armadas de Cuba no constituye un tipo de Fuerza Armada independiente lo es el hecho de que no existe un Jefe de la Fuerza Aérea a nivel nacional y tan solo existen Jefes de secciones de aviación en las diferentes estructuras DAAFAR en los Ejércitos. 

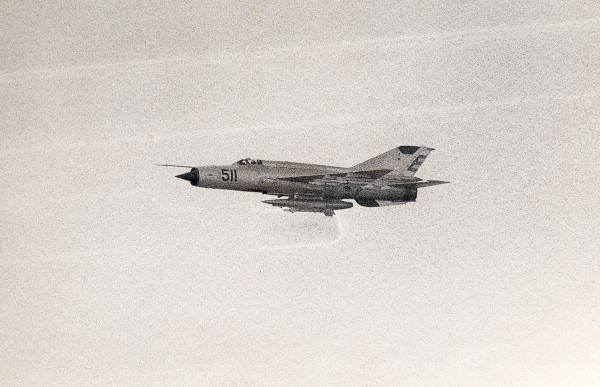
MiG-21MF cubano en la década de 1970.

El ataque a los aeródromos de San Antonio de los Baños, Ciudad Libertad (Columbia) y Santiago de Cuba, el 15 de abril de 1961, no fue un ataque a la DAAFAR, debido a que ese organismo no existía en ese momento.

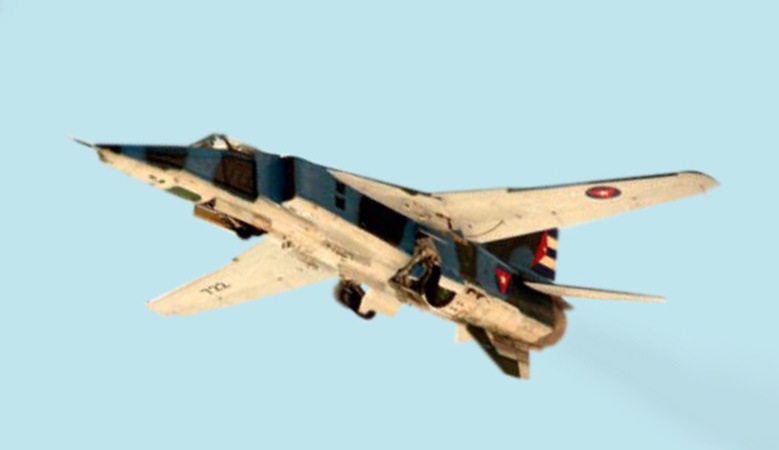
Un MiG-23BN cubano

Con el posterior apoyo de la URSS se fortaleció progresivamente obteniendo cada vez más aviones. De los más poderosos y temidos, ejemplo de ello en la guerra civil de Angola se encontraban los Mikoyan-Gurevich MiG-23. A partir de la Crisis de los misiles de Cuba (octubre de 1962), la URSS se comprometió con los Estados Unidos a no entregar armamento ofensivo y comenzó a suministrar aeronaves de defensa antiaérea, a la vez que montaba un sistema en el cual la aviación se mantenía subordinada a un mando centralizado y dejaba de ser autónoma como fuerza armada. 
En 1977 llevan a cabo la operación pico contra República Dominicana. En 1980 son responsables del hundimiento del HMBS Flamingo en las Bahamas y participan en la Masacre del Río Canímar.
En 1989 y 1990, la FAR recibió de parte de la URRS un escuadrón de 12 cazas de combate 4.ª generación Mikoyan MiG-29B "Fullcrum" y dos biplazas MiG-29UB, los que se volvieron el mejor caza de Cuba durante aquellos años, superando a los cazas de todos sus vecinos y rivalizando con los F-16A de Venezuela y Mirage 2000P de Perú en aquel entonces. Estos aviones fueron asignados al 231° Escuadrón del 23° Regimiento de Cazas ubicado en San Antonio de los Baños.
Luego del Periodo especial y por necesidad fue reduciéndose al compararla con la antigua y poderosa fuerza de centenares de aviones caza y de transporte listos para entrar en acción. En febrero de 1996, un MiG-29UB cubano participó en el derribo de la avioneta Cessna 337 Skymaster de la organización Hermanos al Rescate. Se emplearon misiles R-60MK.

## Equipamiento

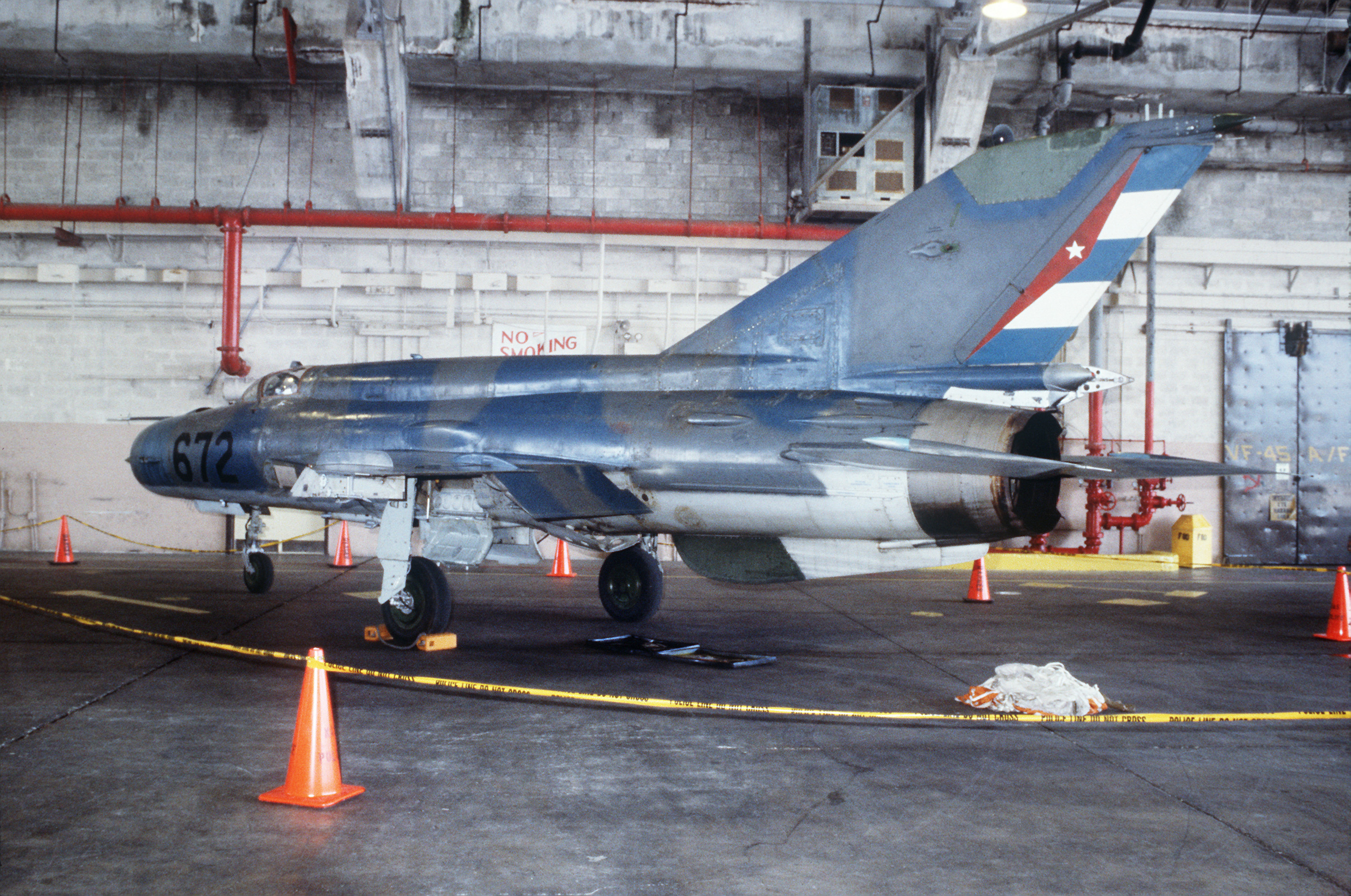
Avión de combate cubano MIG-21BIS dentro del hangar VF-45.

Los aviones militares más utilizados constituyen los MiG de la Unión Soviética; sus primeras importaciones fueron los MiG-15. Con motivo del fortalecimiento de dicha fuerza decenas de aviones MiG-21 y MiG-23 fueron incorporados. La flota se constituyó hasta modernizarse con el caza supersónico MiG-29, el más usado actualmente en algunas de las antiguas repúblicas que pertenecían al Pacto de Varsovia y exrepúblicas soviéticas.
Según CNN Cuba cuenta con una flota de aeronaves, 10 de estas en capacidad de combatir, entre las cuales figuran los cazas supersónicos MiG-29 y MiG-21.
Rusia tiene ya un acuerdo para modernizar todas las fuerzas armadas de Cuba, eso incluye también a la Fuerza aérea, y se ha brindado por parte de Rusia cierto apoyo, así como China y Corea del Norte igualmente han enviado técnicos calificados para las labores de actualización y mantenimiento del parque Aero militar.[cita requerida]

## Inventario actual (2025)

### Aviones
| Aeronave                 | Imagen          | Origen          | Tipo                              | Unidades        | Fabricante      |
| Aviones de caza          | Aviones de caza | Aviones de caza | Aviones de caza                   | Aviones de caza | Aviones de caza |
| ------------------------ | --------------- | --------------- | --------------------------------- | --------------- | --------------- |
| MiG-21                   |                 | URSS            | Avión de caza                     | 11              | Mikoyán         |
| MiG-23                   |                 | URSS            | Avión de caza                     | 4-8             | Mikoyán         |
| MiG-29                   |                 | URSS            | Caza polivalente                  | 5               | Mikoyán         |
| Aviones de transporte    |                 |                 |                                   |                 |                 |
| Antonov An-26            |                 | URSS            | Avión de transporte táctico       | 32              | Antónov         |
| Aviones de entrenamiento |                 |                 |                                   |                 |                 |
| Aero L-39                |                 | República Checa | Avión de entrenamiento a reacción | 26              | Aero Vodochody  |

### Helicópteros
| Aeronave                   | Imagen                     | Origen                     | Tipo                              | Unidades                   | Fabricante                           |
| Helicópteros de transporte | Helicópteros de transporte | Helicópteros de transporte | Helicópteros de transporte        | Helicópteros de transporte | Helicópteros de transporte           |
| -------------------------- | -------------------------- | -------------------------- | --------------------------------- | -------------------------- | ------------------------------------ |
| Mil Mi-17                  |                            | Rusia                      | Helicóptero de transporte militar | 10                         | Fábrica de helicópteros Mil de Moscú |
| Helicópteros de ataque     |                            |                            |                                   |                            |                                      |
| Mil Mi-24                  |                            | URSS                       | Helicóptero de ataque             | 4                          | Fábrica de helicópteros Mil de Moscú |

### Artillería antiaérea
| Nombre   | Imagen | Origen | Calibre | Fabricante                                              |
| -------- | ------ | ------ | ------- | ------------------------------------------------------- |
| ZPU-4    |        | URSS   | 14.5 mm | Planta Degtiariov                                       |
| ZU-23-2  |        | URSS   | 23 mm   | Oficina de diseño de instrumentos KBP                   |
| AZP S-60 |        | URSS   | 57 mm   | Planta de construcción de maquinaria de Nizhni Nóvgorod |

### Artillería antiaérea autopropulsada
| Nombre   | Imagen | Origen | Calibre | Fabricante                                                                                  |
| -------- | ------ | ------ | ------- | ------------------------------------------------------------------------------------------- |
| ZSU-23-4 |        | URSS   | 23 mm   | Planta de Maquinaria Mecánica de UlyanovskPlanta de construcción de maquinaria de Mytishchi |
| ZSU-57-2 |        | URSS   | 57 mm   | Planta de Tractores de Cheliábinsk                                                          |

### Misiles tierra-aire
| Nombre             | Imagen | Origen | Fabricante                                   |
| ------------------ | ------ | ------ | -------------------------------------------- |
| 9K33 Osa           |        | URSS   | Asociación de producción de aviones de Moscú |
| 2K12 Kub           |        | URSS   | Planta de Maquinaria Mecánica de Ulyanovsk   |
| 9K311/9M311 Strela |        | URSS   | Planta de Maquinaria Mecánica de Ulyanovsk   |
| 9K35 Strela-10     |        | URSS   | Planta de Maquinaria Zenit en Sarátov        |
| S-75 Dvina         |        | URSS   | NPO Lávochkin                                |
| S-125 Neva/Pechora |        | URSS   | Almaz-Antey                                  |

### Radares
| Nombre     | Imagen | Origen | Diseñador                                                            |
| ---------- | ------ | ------ | -------------------------------------------------------------------- |
| Radar P-18 |        | URSS   | Instituto de Investigación de Ingeniería de Radio de Nizhni Nóvgorod |

### Sistemas de defensa antiaérea portátil
| Nombre        | Imagen | Origen | Fabricante |
| ------------- | ------ | ------ | ---------- |
| 9K32 Strela-2 |        | URSS   | KBM        |
| 9K34 Strela-3 |        | URSS   | KBM        |
| 9K38 Igla     |        | URSS   | KBM        |

## Funciones
Tienen como objetivo la defensa nacional y la vigilancia aérea. Aunque fundamentalmente se basan en aviones caza y no en bombarderos, además poseen helicópteros fundamentalmente de origen soviético del tipo Mil (prefijo Mi). Estos han participado en la Defensa Civil de Cuba en misiones de rescate y salvamento en situaciones de alerta contra desastres naturales e incluso internacionalmente.

## Capacidades
En la actualidad, y ante la incapacidad de mantener una supuesta gran cantidad de aeronaves, La Fuerza aérea decidió vender sus helicópteros antisubmarinos a Corea del Norte en los años 90, darle de baja a todos Los Mig 29 A Mig 23 en todas sus versiones y por último a los longevos Mig 21 Bis  y se decidió modernizar por cuenta propia los sistemas coheteriles tierra -aire  con misiles de cazas  ya que a los originales se les venció la vida útil y el ejército no tiene dinero para enviarlos al fabricante en Rusia aunque se mantiene en secreto el número activo actual con propósitos de seguridad.[cita requerida]
Según el General de Ejército Raúl Castro, la Fuerza Aérea consumía tres veces más recursos que el Ejército terrestre. Se ha intensificado considerablemente el entrenamiento en simuladores, siendo la Fuerza aérea cubana una sombra de lo que fue.
Sus pilotos con experiencia de combates reales se encuentran en retiro y se decidió sacar de conservación a los cazas que estaban almacenados, sacar todas las piezas,radares y motores  tal vez para venderlos a su aliado de la República Popular de Corea.
No se tiene constancia de ningún acuerdo con  Rusia o con  Venezuela. para obtener nuevos aviones cazas, quedando en servicio solo uno o dos ex checoslovacos L-39 actualmente,quedando en mejor situación los pilotos de helicópteros.

## Organización

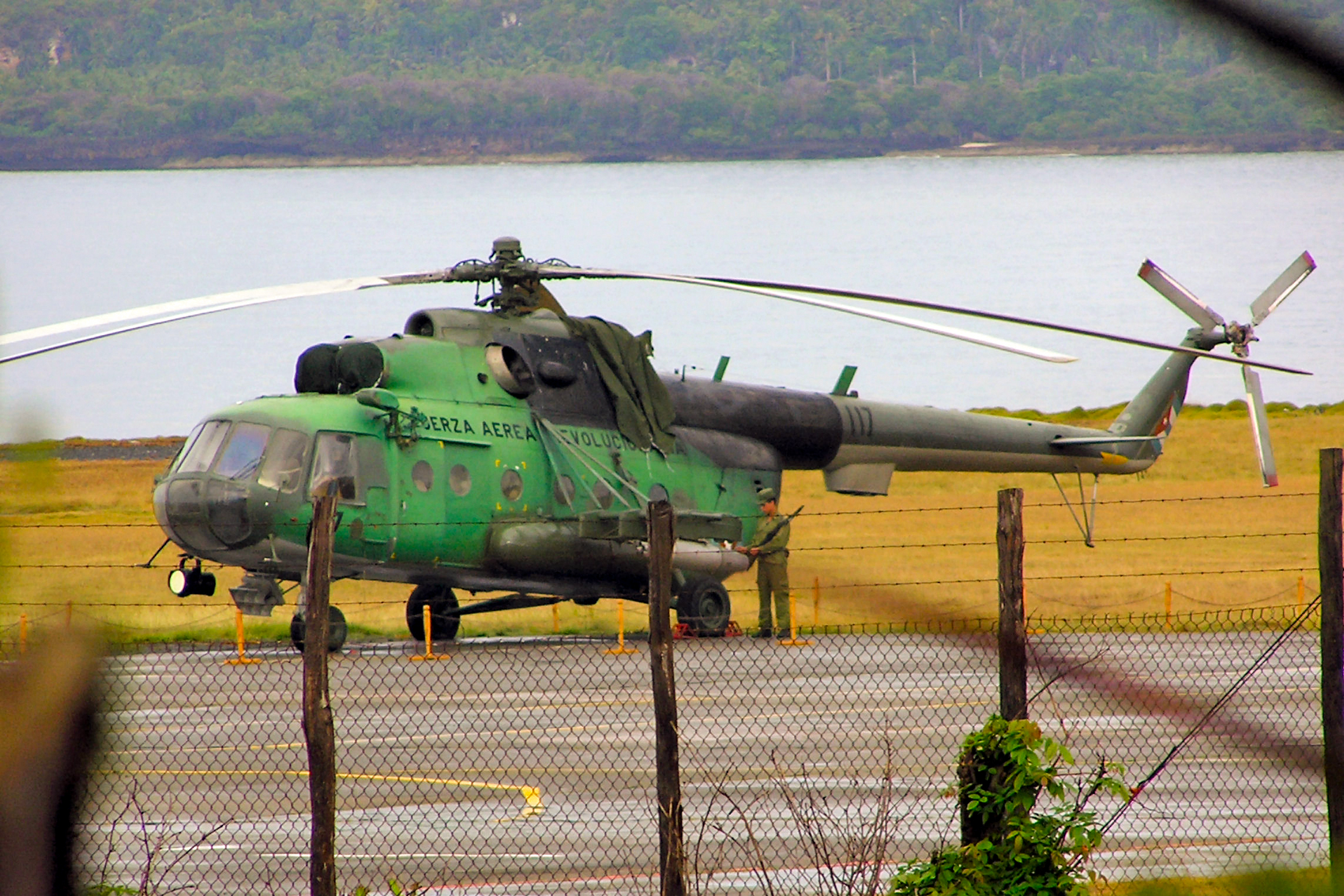
Helicóptero Mil Mi-8 de las Fuerzas Aéreas Revolucionarias de Cuba.

La Fuerza Aérea Revolucionaria se divide en tres comandos territoriales conocidos como zonas aéreas, en cada uno de los cuales hay una Brigada con varios Regimientos y Escuadrones independientes. Cada regimiento tiene unos 30 aviones, y los escuadrones pueden variar de número, pero normalmente son de 12-14 aviones. De los 230 aviones de combate disponibles por falta de piezas supuestamente opera unos 130. En total son 9 Regimientos de aviones de combate MiG-21, MiG-23, MiG-29 (6 de interceptores y 3 de cazabombarderos), 3 de transporte y 3 de helicópteros, y 4 Escuadrones en la Escuela de Aviación. Las tropas de Defensa Antiaérea tienen 4 Brigadas de misiles antiaéreos con 28 Batallones.

### Zona Aérea Occidental. 2° Brigada de la Guardia "Playa Girón"
21° Regimiento de Caza, San Antonio (intercepción y apoyo aéreo)
- 211° Escuadrón de Caza, 15 MiG-21bis/UM
- 212° Escuadrón de Caza, 15 MiG-21bis/UM

22° Regimiento de Caza, Baracoa (intercepción y apoyo aéreo)
- 221° Escuadrón de Caza, 15 MiG-21BIS/UM
- 222° Escuadrón de Caza, 15 MiG-21BIS/UM
- 223° Escuadrón de Caza, 21 MiG-23MF y 1 MiG-23UB)

23° Regimiento de Caza, San Antonio y San Julián (intercepción y apoyo aéreo)
- 231.er Escuadrón de Caza de San Antonio de los Baños, 21 MiG-29SM y 4 MiG-20UB
- 232.º Escuadrón de Caza de San Julián, 14 MiG-23ML y 1 MiG-23UB

24.º Regimiento de Apoyo Táctico, Güines (cazabombarderos)
- 241.er Escuadrón de Caza, 13 MiG-23BN y 1 MiG-23UB

26.º Regimiento de Helicópteros, Ciudad Libertad
- 261.er Escuadrón de Helicópteros de Propósitos Generales, Mi-8, Mi-2
- 262.º Escuadrón de Helicópteros de Propósitos Generales, Mi-8, Mi-2

25.º Regimiento de Transporte, San Antonio y José Martí
- 251.er Escuadrón de Transporte, Aeropuerto José Martí, 2 Il 76, 2 An-32, 2 An 30, An 24, An 2
- 252.º Escuadrón de Transporte, San Antonio de los Baños, 2 Yak-40, An-2, An-26

Escuela de Aviación Militar "Comandante Che Guevara", de San Julián
Cuatro Escuadrones de aviones de entrenamiento, 20 Z-326, 25 L-39

### Zona Aérea Central. 1° Brigada de la Guardia "Batalla de Santa Clara"
11° Regimiento de Caza, Santa Clara (intercepción y apoyo aéreo)
- 111° Escuadrón de Caza, 15 MiG-21BIS/UM
- 112° Escuadrón de Caza, 15 MiG-21BIS/UM

12° Regimiento de Caza, Sancti Spiritus (intercepción y apoyo aéreo)
- 121.er Escuadrón de Caza, 15 MiG-21MF/UM
- 122.º Escuadrón de Caza, 15 MiG-21MF/UM

14.º Regimiento de Apoyo Táctico, Santa Clara (cazabombarderos)
- 141.er Escuadrón de Caza, 14 MiG-23BN y 1 MiG-23UB

16.º Regimiento de Helicópteros, Cienfuegos
- 162.º Escuadrón de Helicópteros, Mi-17
- 163.er Escuadrón de Helicópteros, Mi-8

Marina de Guerra Revolucionaria, Cienfuegos
- 161.er Escuadrón de Helicópteros de Guerra Antisubmarina, Mi-14PL

15.º Regimiento de Transporte, Cienfuegos
- 151.er Escuadrón de Transporte, An-2, An-26

### Zona Aérea Oriental. 3.ª Brigada de la Guardia «Cuartel Moncada»
31.er Regimiento de Caza, Camagüey (intercepción y apoyo aéreo)
- 311° Escuadrón de Caza, 15 MiG-21MF/UM
- 312° Escuadrón de Caza, 15 MiG-21MF/UM

34° Regimiento de Apoyo Táctico, Holguín (cazabombarderos)
- 341° Escuadrón de Caza, 13 MiG-23BN y 1 MiG-23UB
36.º Regimiento de Helicópteros, Santiago de Cuba
- 361.º Escuadrón de Helicópteros de Combate, 28 Mi-24VM
- 362.º Escuadrón de Helicópteros, Mi-8
- 363.º Escuadrón de Helicópteros, Mi-8

35.º Regimiento de Transporte, Santiago de Cuba
- 351.º Escuadrón de Transporte